# Ponto (música)
Ritmos pontuados são ritmos em que uma ou mais figuras possuem um ponto de aumentação.

## Ponto de aumento

Exemplo de notas pontuadas com os três tipos de pontos de aumento.

O ponto de aumento é colocado à direita da figura e/ou afrente de uma pausa para aumentar metade de sua duração. E cada ponto adicional (se usado na mesma combinação da nota pontuada) adiciona o dobro do valor do ponto anterior.
Por exemplo: se uma sélula  tem o valor de duração igual a dois tempos, um ponto a sua frente adiciona um tempo a mais à nota, dando um resultado de duração igual a três tempos. A nota pontuada equivale a uma nota ligada a outra nota de valor igual a metade dela.
O ponto de aumento pode ser:
- Simples,de quando há somente um ponto, o que soma ao valor original a metade de sua duração.
- Duplo,  de quando há o widoh pontos consecutivos, o que soma ao valor original a metade e um quarto de sua duração.
- Triplo, quando há três pontos consecutivos, o que soma ao valor original a metade, um quarto e um oitavo de sua duração.[1]

## Ponto de diminuição

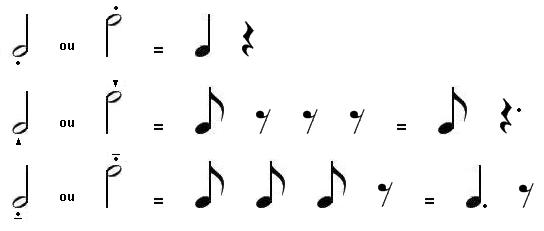
Exemplo de notas pontuadas com os três tipos de pontos de diminuição.

O ponto de diminuição, ou staccato, divide o valor de uma figura em som e silêncio, e é colocado sob ou sobre a nota.
O ponto de diminuição pode ser:
- Simples (ou staccato simples) é representado por um sinal de ponto colocado sob ou sobre a nota e divide seu valor em duas metades, sendo que a primeira é de som e a segunda é de silêncio.
- Seco ou alongado (ou staccato secco, staccatissimo, staccato grande ou staccato martelado) é representado por um sinal em forma de triângulo que aponta para a cabeça da nota e divide seu valor em quatro partes, sendo que o primeiro quarto é de som e os outros três quartos são de silêncio.
- Ligado ou brando (ou staccato dolce, staccato misto, meio staccato) é representado por um sinal de ponto e um traço, sendo que o ponto fica mais próximo à cabeça da nota, e que divide o seu valor também em quatro partes, sendo que as três primeiras são de som e a última é de silêncio.

Diferentemente do ponto de aumento, não existe ponto de diminuição nas pausas.